# Хорхе Гарсия
Хорхе Гарсия (на английски: Jorge Garcia; роден на 28 април 1973 г.) е американски актьор и комедиант. Става известен с ролята си Хектор Лопез в сериала „Бекър“, но световната му слава идва с ролята му на Хърли Рейес в „Изгубени“. През 2005 г. той и колегите му от „Изгубени“ печелят награда на Гилдията на телевизионните актьори за най-добър актьорски състав в драматичен сериал.

## Филмография
- „Хавай 5-0“ – 2013 – понастоящем
- „Секс до дупка“ – 2013
- „Имало едно време“ – 2012
- „Финиъс и Фърб“ – 2012
- „Алкатрас“ – 2012
- „Експериментът“ – 2011
- „Слънчасали“ – 2011
- „Как се запознах с майка ви“ – 2010
- „Изгубени“ – 2004 – 2010
- „Малката Атина“ – 2005
- „И заживели щастливо“ – 2004
- „Бекър“ – 2003 – 2004
- „Коломбо“ – 2003
- „Шеметен град“ – 2003